# حطب أحمر
الحطب الأحمر (الاسم العلمي Tamarix arborea Ehrenb) هي شجيرة من فصيلة الطرفاوية، شجيرة تنمو طبعيًا بالواحات العربية
والأراضي الرملية وراتفاعها يتراوح من 3-4 أمتار، الأوراق دقيقة مثلثة الشكل حادة القمة، الأزهار في عناقيد
صغيرة وتتكاثر طبيعيًا بالبذور التي تنتشر بفعل الرياح، كما يتم إكثارها بالعقل بسهولة في شهر فبراير
ويمتاز خشب النبات بلونه الضارب للحمرة والذي يستعمله طوائف البدو للوقود.